# Rogoznica
Rogoznica és un poble de Croàcia situat al comtat de Šibenik-Knin, a Dalmàcia. El 2020 tenia una població estimada de 2.334 habitants.